# Spinatimonomma gracilifulvum
Spinatimonomma gracilifulvum is een keversoort uit de familie somberkevers (Zopheridae). De wetenschappelijke naam van de soort werd in 1955 gepubliceerd door Heinz Freude.